# アレクサンデル・セウェルス
マルクス・アウレリウス・セウェルス・アレクサンデル・アウグストゥス（ラテン語: Marcus Aurelius Severus Alexander Augustus 209年 - 235年）は、第24代ローマ皇帝で、セウェルス朝の皇帝としては5人目（セプティミウス・セウェルス、カラカラ、ゲタ、ヘリオガバルス）となる。彼の死をもってセウェルス朝は50年程の歴史に幕を下ろし、軍人皇帝時代とも呼ばれる「3世紀の危機」が始まった。
アレクサンデルは先帝ヘリオガバルスの従弟（母同士が姉妹）として生まれた。実権を握る祖母ユリア・マエサに支持を失ったヘリオガバルス帝の「代わり」として担ぎ出され、ヘリオガバルスの養子として台頭した。一時は危険視したヘリオガバルスに幽閉されるが、これが近衛隊の反乱を引き起こしてヘリオガバルスは処刑された。
即位したアレクサンデル帝の治世は、東方で勢力を増しつつあったサーサーン朝ペルシア帝国の脅威に晒されつつも、軍事行動を控えて平和路線をとっていた。しかし、ゲルマニア方面での軍事作戦に消極的な態度を繰り返したことで軍の不興を買い、最終的に軍によって殺害された。

## 即位
属州フェニキアのアルカ・カエサリア市でマルクス・ユリウス・ゲシウス・マルキアヌスとユリア・アウィタの子として生まれ、マルクス・ユリウス・ゲッシウス・バッシアヌス・アレクシアヌス（Marcus Julius Gessius Bassianus Alexianus）と名付けられた。父マルキアヌスはシリア属州の政務代行官（プロマギストラテス（en:Promagistrate））を務める貴族であった。母アウィタはセウェルス朝の外戚バッシアヌス家の出身で、ヘリオガバルス帝の母ソエミアスの妹であった。従ってヘリオガバルス帝と同じくカラカラ帝やゲタ帝、セウェルス帝といった同王朝の皇帝達の血縁者という立場にあった。但し、Icksはマルキアヌスが実父という説に異議を唱え、212年以前にアウィタと結婚することができず、アレクサンデルの実父はアウィタの最初の夫と主張している。
221年、バッシアヌス家の女当主である祖母ユリア・マエサは暴政を続けるヘリオガバルス帝とソエミアスを見切り、もう一人の孫を皇帝にすべくアレクサンデルをヘリオガバルスの養子とした。翌年、ヘリオガバルスとソエミアスは近衛隊に処刑され、その遺体は市中を引き回された挙句にティベレ川に捨てられた。
即位したバッシウスはカエサル・マルクス・アウレリウス・セウェルス・アレクサンデル・アウグストゥス（Caesar Marcus Aurelius Severus Alexander Augustus）に改名した。

## 治世

### 母による補佐と軍縮政策
アレクサンデル帝は若く穏やかな性格の持ち主であったが、同時に母や祖母の言いなりでもあった。アウィタは姉ソエミアスが息子から実権を奪っていたのと同じように、アレクサンデルを通じて取り巻き達と実権を掌握した。その中には法務官ドミティウス・ウルピアーヌスなどが含まれた。アウィタはアレクサンデル帝の成長に従って実権掌握の程度を変更する態度を見せたが、権力への執念は変わらなかった。アレクサンデルの后妃となったサッルスティア・オルビアナとその一族が新たな外戚として権力をバッシアヌス家から奪うと、激しい怒りを見せて宮殿から彼らを追放しようとした。
また、セウェルス朝の権力の源泉であった軍から距離を置くことで膨大化した軍事費の抑制を図り、アレクサンデルも軍とは距離を置いた。しかし結果として帝国の各地で反乱が相次ぎ、更に帝都ではウルピアヌスの振る舞いが近衛隊の不興を買った。近衛隊がウルピアヌスへの反乱を起こすと民衆や各地の軍もこれに加わり、帝国は騒乱状態に陥った。幸運にもアレクサンデル自身に刃は向けられず、ウルピアヌスが殺害されるに留まったが、動乱の中でカッシウス・ディオなどアレクサンデル帝に近い要人が宮殿から追放され、各地の属州でもアレクサンデル派の総督への忠誠拒否が相次ぎ、軍との対立が顕著となった。
他に治世で特筆すべき点には、アレクサンドリナ水道の建設が挙げられる。

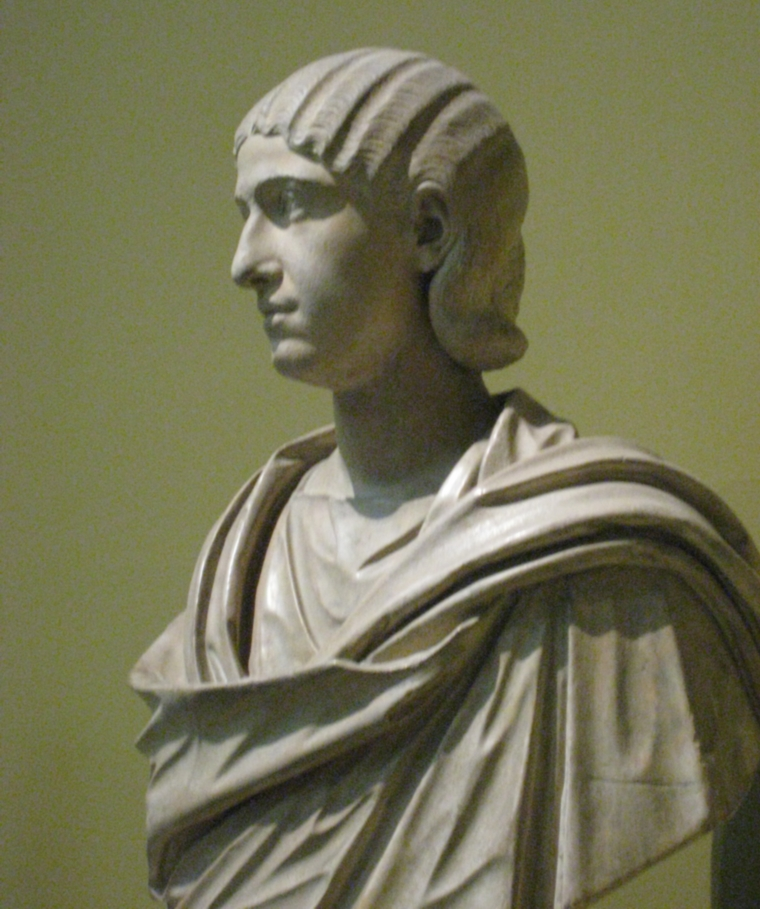
ユリア・アウィタ

### 対外戦争
軍との対立を抱えつつも平穏な統治が続いていたが、サーサーン朝ペルシア帝国との戦争が破滅の契機となった。歴史家ヘロディアヌスによれば、この戦いでアレクサンデル帝はペルシア軍に屈辱的な敗北を喫したと記されている（一方、『ローマ皇帝群像』にはペルシアから大勝利を得た旨の記述がある）。その後、次第に帝国軍は体制を立て直して反撃に転じ、アレクサンデルはアンティオキアに陣を構えた。ところがまたもや、アレクサンデル軍はペルシア軍に大敗を喫してアルメニア王国に退き、しかもそこで更なる追い討ちを受けた。ペルシア軍が引き上げたことで破滅は免れたが、帝国軍は異常なまでに規律を乱していた。
232年、タウリアヌスという軍人が属州シリアの軍に反乱を呼びかけ、帝位請求者として蜂起した。どうにかアレクサンデル帝は反乱を鎮め、タウリアヌスは逃れる際にユーフラテス川で溺死したという。233年、アレクサンデル帝はペルシア帝国と和睦してローマに帰還した。
234年、ライン川の防衛線を破った蛮族が一部ガリア北部に侵入したとの報告を受け、アレクサンデル帝は軍を派遣した。各地から援軍を集めた帝国軍はただちに蛮族をライン川の向こうへ押し返し、勢いづいた軍人達は逆に渡河して防衛線を押し広げようとした。しかし、アレクサンデル帝は母の助言もあって、蛮族達に賠償金を払って矛を収めさせることにした。効果的であったかどうかにかかわらず、この行動は軍の中でアレクサンデル帝への軽蔑を決定的なものにし、軍人達は皇帝を臆病と嘲笑った。歴史家ヘロディアヌスは「軍が狼藉を働いた蛮族を打ち倒さねばならない時、臆病な皇帝は敵を罰するどころか金を与えたのだ」と批判している。
軍内にアレクサンデル帝への不服従が広がり始め、遂には蛮族上がりの下級軍人マクシミヌス・トラクスを中心にした反乱軍が蜂起した。

### 暗殺
トラクスの反乱軍は、小規模なものから次第に他の反乱勢力を取り込んで肥大化し、遂には第22軍団「プリミゲニア」が呼応する事態となった。アレクサンデルは陣中で母と共に殺害され、反乱軍に加担した遠征軍はトラクスを皇帝に推挙する決定を下した。
それまで皇帝の失脚はしばしば起きたが、ほとんどは元老院の決議や民衆蜂起、あるいは近衛隊による暗殺の結果であった。軍の反乱で皇帝が倒されたことは、元老院議員、あるいは市民の支持に立脚した文民統治が終わりを迎えたことを意味した。この時から、プリンキパトゥス（終身元首制）は役目を終え始めたのである。ただしその後の軍人皇帝時代（3世紀の危機）においても、形式的には元老院や民衆の支持を得る態度が続けられている。明確に終焉するのは、それらを大義名分としてすら必要としないドミナートゥス（専制君主制）が確立されるディオクレティアヌスの時代である。

## 評価
アレクサンデルは東方属州の中心地シリアに縁を持つ最後の皇帝であり、セウェルス朝の最後ともなった。厳格であった母の影響から倫理的に（従兄のヘリオガバルスとは対照的に）清廉な人物であることに努め、10年程度の治世で帝国の風紀は大きく改められた 。また、歴史家でもある元老院議員カッシウス・ディオやウルピアヌスを重用したことも、治世に良い影響を与えた（同時代人の法学者パウルスも重用した）。
「ローマ皇帝群像」によれば他に多くの改革を行ったとされ、帝都に駐留する首都長官に関する権限の改革、破綻しつつあった帝国の国庫を建て直すために緊縮財政政策。デナリウスなどの貨幣に含まれる鉱物量を増減させての貨幣価値調整などを図っている。民に対しても減税や文化学問への補助金などの政策を行い、対立する軍にも兵士階級の待遇改善などを進めた。そして高利貸しを防ぐために国営の銀行を開き、安い金利で資金を貸し出したとされる。
宗教的にも善良な政策を進め、同じエルガバル神への関わりを持ちながら、先帝とは異なり既存の宗教を刺激しなかった。そればかりか、迫害されていたユダヤ教やキリスト教にも寛大であったとされる。

## 子女
先に述べた通りサッルスティア・オルビアナと結婚しているが、 後に一族ごと宮殿から追放している。その後にスピルキア・マメサという女性と再婚したが子は無かった。

## 資料
ウィキメディア・コモンズには、アレクサンデル・セウェルスに関するメディアがあります。

### 主要資料
- Cassius Dio, Roman History, Book 80
- Herodian, Roman History, Book 6
- Historia Augusta, Life of Severus Alexander
- Aurelius Victor, Epitome de Caesaribus
- Joannes Zonaras, Compendium of History extract: Zonaras: Alexander Severus to Diocletian: 222–284
- Zosimus, Historia Nova

### 副次的資料
- Southern, Pat. The Roman Empire from Severus to Constantine, Routledge, 2001
- Benario, Herbert W., Alexander Severus (A.D. 222-235), De Imperatoribus Romanis (2001)
- Canduci, Alexander (2010), Triumph & Tragedy: The Rise and Fall of Rome's Immortal Emperors, Pier 9, ISBN 978-1-74196-598-8
- Gibbon. Edward Decline & Fall of the Roman Empire (1888)